# Gabriele Bärtels
Gabriele Bärtels (* 1959) ist eine deutsche Autorin und Journalistin. 

## Leben
Seit 1998 veröffentlicht sie Reportagen, Porträts, Essays, Glossen, unter anderem in Cicero, der Süddeutschen Zeitung, dem Tagesspiegel, der Berliner Zeitung, der Welt, der Wochenzeitung Die Zeit, der  Frankfurter Rundschau, Spiegel Online, dem österreichischen Wochenmagazin News und SIE+ER aus der Schweiz. Außerdem publiziert sie in Frauenzeitschriften wie Brigitte, Elle, Marie Claire, dem Lifestyle-Magazin  Cosmopolitan, der Illustrierten Petra und anderen Frauenmagazinen. Sie übersetzte drei Romane aus dem Englischen.
Im Jahr 2002 erschien ihr Buch Homme Bizarre, eine Sammlung von Lebensgeschichten, im Maas-Verlag. Von 2004 bis 2007 gab Gabriele Bärtels FRIDA, ein Online-Frauenmagazin, heraus.
Gabriele Bärtels lebt und arbeitet in Berlin.

## Auszeichnungen
Für ihre Kurzgeschichten gewann sie mehrere Literaturpreise. Für die Übersetzung aus dem Englischen von Gier von Garry Disher erhielt sie den Deutschen Krimipreis 2000. Als Herausgeberin des Online-Frauenmagazins FRIDA, das bis August 2007 erschien, erhielt sie 2005 den Alternativen Medienpreis.
Im Dezember 2006 erhielt sie für das Porträt eines freiwilligen Straßenkehrers im Tagesspiegel den Journalistenpreis „Bürgerschaftliches Engagement“ der Robert Bosch Stiftung. Für die Kurzgeschichte Alles wie immer war sie unter den Nominierten für den Agatha-Christie-Krimipreis 2006. Im selben Jahr wurde sie im Februar für den Medienpreis Goldener Prometheus nominiert.